# Окунев, Михаил Борисович
Михаи́л Бори́сович О́кунев (1897, село Весёлое, Екатеринославская губерния — 7 мая 1940, Москва) — деятель ГПУ/НКВД СССР, полковник государственной безопасности, заместитель наркома внутренних дел Киргизской ССР. Входил в состав особой тройки НКВД СССР, внесудебного и, следовательно, не правосудного органа уголовного преследования.

## Биография
Михаил Борисович Окунев родился в 1897 году в селе Весёлое, Александровского уезда, Екатеринославской губернии в семье торговца. В Харькове окончил 8 классов гимназии. С 1919 года начал работать в органах ВЧК−ОГПУ−НКВД. Участник Гражданской войны, где был контужен. В ноябре 1920 года вступил в РКП(б). В 1927 году окончил Высшую пограничную школу ОГПУ СССР, после чего служил в структуре Отдельного пограничного корпуса войск ОГПУ.
- 1935—1937 годы — начальник 46 ашхабадского погранотряда НКВД.
- 1937—1939 годы — помощник, а позднее заместитель наркома внутренних дел Киргизской ССР. Этот период отмечен вхождением в состав особой тройки, созданной по приказу НКВД СССР от 30.07.1937 № 00447[3] и активным участием в сталинских репрессиях[4].
- 12 декабря 1937 года — избран депутатом Верховного Совета Киргизской ССР I созыва.

## Завершающий этап
Арестован в марте 1939 года и этапирован в Москву. Инкриминировалось, что 6 декабря 1938 года в сговоре с заместителем начальника отдела контрразведки НКВД Киргизской ССР написал фиктивный, датированный задним числом, приказ о приведении в исполнение в городе Караколе приговора «тройки» на расстрел 150 заключённых. Приговорён ВКВС СССР 15 апреля 1940 года к ВМН «за производство необоснованных арестов и извращение революционной законности». Расстрелян 7 мая 1940 года в Москве. Не реабилитирован.

## Награды
- 29.8.1936 — Знак Почётный сотрудник госбезопасности (XV)
- 22.2.1938 — Медаль XX лет Рабоче-Крестьянской Красной Армии